# Omar Valencia
Omar Javier Valencia Arauz (Ciudad de Panamá, Panamá, 8 de junio de 2004) es un futbolista panameño que juega como defensa en el New York Red Bulls de la Major League Soccer, cedido por el CD Plaza Amador. Es hermano de Omar Rodrigo Valencia.

## Trayectoria

### C. D. Plaza Amador
Se formó en el categorías inferiores del CD Plaza Amador jugó con el segundo equipo el Torneo Apertura 2021 Liga Prom quedando subcampeón de la conferencia este, en donde perdió la final de conferencia por penales 5 a 4 en donde en tiempos extras el marcador era de 1 a 1 contra el Alianza Fútbol Club II en el Estadio Maracaná de Panamá. Quedó subcampeón del Torneo Clausura 2021 Liga Prom en donde perdió la final 1 a 3 por penales en donde en tiempo extras el marcador era de 1 a 1 contra la SD Panamá Oeste en el Estadio Maracaná de Panamá. Disputó el Torneo Apertura 2022 Liga Prom en donde quedaron en la cuarta posición en la zona sur de la conferencia este. Hizo su debut profesional con el club el 6 de febrero de 2022 en la victoria 4 a 3 contra el Potros del Este en el Estadio Javier Cruz siendo suplente entrando al minuto 71 por Ricardo Buitrago. En el Torneo Apertura 2022 jugó 7 partidos en donde quedaron en la cuarta posición de la conferencia este. En el Torneo Clausura 2022 jugó 1 partido llegando hasta los playoff siendo eliminados 1 a 0 contra el Club Deportivo Universitario en el Estadio Universidad Latina en donde no estuvo convocado.

### New York Red Bulls II
El 11 de agosto de 2022 fue anunciado su cesión por el CD Plaza Amador al New York Red Bulls II. Debutó con el club el 2 de octubre de 2022 en la derrota 5 a 1 contra Phoenix Rising FC en el Phoenix Rising Stadium at Wild Horse Pass siendo titular jugando hasta el minuto 71. En la USL Championship 2022 jugó 3 partidos en donde quedó de último lugar en la conferencia este. En la MLS Next Pro 2023 jugó 17 partidos en donde fueron eliminados en las semifinales 2 a 1 contra el New England Revolution II en el Gillette Stadium en donde fue titular y jugó todo el partido. Durante su participación en equipo filial utilizó la camiseta número 42.

### New York Red Bulls
El 20 de junio de 2023 fue convocado por primera vez el primer equipo del New York Red Bulls, en la Major League Soccer 2023 estuvo en como suplente en 4 partidos en donde el club fue eliminado en la primera ronda en penales 8 a 7 contra el FC Cincinnati. Debutó con el primer equipo el 8 de junio de 2024 en donde fue suplente y entró al minuto 89 por Daniel Edelman.
Pasó a formar parte del equipo mayor para la temporada Major League Soccer 2025, utilizando el dorsal #5. Siendo titular y disputando los noventa minutos desde el primer partido contra FC Cincinnati, en donde cayeron derrotados 1-0. En el segundo partido disputó los noventa minutos nuevamente y dio la asistencia a su compañero Emil Forsberg para el 2-0 del partido frente a Nashville SC.

## Selección nacional

### Categorías inferiores
Fue convocado por selección Sub-20 de Panamá para disputar el Torneo Uncaf Sub-19 de 2022 en donde jugó 4 partidos quedando en tercer lugar en donde le ganaron por penales 4 a 2 en donde quedó 3 a 3 contra Nicaragua y el Campeonato Sub-20 de la Concacaf de 2022 en donde jugó 5 partidos llegando hasta los cuartos de final en donde fue eliminados 1 a 2 contra Honduras en el Estadio Francisco Morazán en donde fue titular y jugó todo el partido.

### Selección absoluta
El 11 de junio de 2022 hizo su debut con la selección absoluta en el derrota 5 a 0 contra Uruguay en el Estadio Centenario en donde fue suplente y entrando al minuto 78 por Jorge Abdiel Gutiérrez. Fue subcampeón de la Copa de Oro de la Concacaf 2023 en donde perdieron la final 1 a 0 contra México en el SoFi Stadium en donde fue suplente, en donde toda la copa estuvo como suplente. En la Liga de Naciones de la Concacaf 2023-24 quedó en el cuarto lugar en donde perdieron 0 a 1 contra Jamaica en el AT&T Stadium en donde no estuvo convocado, en el torneo estuvo como suplente en 2 partidos. En la Copa América 2024 jugó 1 partido en donde fueron eliminados en los cuartos de final en donde perdieron 5 a 0 contra Colombia en el State Farm Stadium en donde fue suplente y entró al minuto 83 por Eric Davis.

### Participaciones en selección nacional
| Copa                        | Categoría | Sede           | Resultado        | Partidos | Goles |
| --------------------------- | --------- | -------------- | ---------------- | -------- | ----- |
| Torneo Uncaf Sub-19 de 2022 | Sub-20    | Belice         | Tercer lugar     | 4        | 0     |
| Campeonato Sub-20 2022      | Sub-20    | Honduras       | Cuartos de final | 5        | 0     |
| Copa Oro 2023               | Mayor     | Estados Unidos | Subcampeón       | 0        | 0     |
| Liga de Naciones 2023-24    | Mayor     | Concacaf       | Cuarto lugar     | 0        | 0     |
| Copa América 2024           | Mayor     | Estados Unidos | Cuartos de final | 1        | 0     |
| Liga de Naciones 2024-25    | Mayor     | Concacaf       | Subcampeón       | 0        | 0     |

## Clubes
| Club                  | País           | Año       |
| --------------------- | -------------- | --------- |
| C. D. Plaza Amador    | Panamá         | 2021-2022 |
| New York Red Bulls II | Estados Unidos | 2022-2024 |
| New York Red Bulls    | Estados Unidos | 2025-act. |